# Plano Ahtisaari
Plano Ahtisaari é um plano proposto em 2007 pelo mediador das Nações Unidas no Kosovo, Martti Ahtisaari, para a criação de um Estado no Kosovo "multiétnico, democrático e que respeite o Estado de direito" e "supervisionado pela comunidade internacional".
Este plano levanta assim uma independência, implicitamente defendida, com os princípios:
- a possibilidade de redigir uma constituição;
- o Kosovo poderá se juntar a organizações internacionais;
- o Kosovo teria símbolos de um Estado, com um hino e uma bandeira;
- o Kosovo teria de conceder uma autonomia considerável aos sérvios do Kosovo e garantir os direitos da minoria sérvia;
- o Kosovo teria duas línguas oficiais, a albanesa e a sérvia

A Sérvia reagiu fortemente contra o plano, sugerindo que este seria um passo para a independência, e se opôs.